# María la del Barrio
María la del Barrio è una telenovela messicana trasmessa su Las Estrellas dal 14 agosto 1995 al 26 aprile 1996. È un remake della telenovela del 1979 Anche i ricchi piangono.

## Personaggi
- María Hernández Rojas de De la Vega "María la del Barrio", interpretata da Thalía
- Luis Fernando De la Vega Montenegro, interpretato da Fernando Colunga
- Victoria Montenegro de la Vega interpretata da Irán Eory
- Soraya Montenegro Vda. de Montalbán, interpretata da Itatí Cantoral
- Padre Honorio, interpretato da Tito Guízar
- María de los Ángeles "Tita" de la Vega interpretato da Ludwika Paleta